# Here's A Health To The Company
 (mars 2025).
Here a Health to the Company est une chanson traditionnelle irlandaise, basée sur la longue histoire d'émigration d'Écosse et d'Irlande. Son puissant air est également utilisé dans d'autres chansons traditionnelles irlandaises et dans l'hymne américain The Liberty Song.

## Origines et histoire
La chanson pourrait être originaire d'Ulster, peut-être dérivée d'une chanson originale écossaisse. Robin Morton l'énumère dans Folksongs Sung in Ulster, et Paddy Tunney apprend la chanson du chanteur nord-irlandais Joe Holmes. Il est sensiblement similaire à la chanson de l'Aberdeenshire connue sous le nom de The Emigrant's Farewell To Donside. Hugh Shields écrit : « La chanson est assez bien connue dans les comtés du nord de l'Irlande, et avec un texte variable a été signalée au Canada et en Écosse, où elle a peut-être été composée. »
L'utilisation de l'air par la chanson américaine The Liberty Song du XVIIIe siècle pourrait refléter une association avec la tradition écossaise d'Ulster, car la plupart des premiers émigrants irlandais provenaient de cette communauté.
Sa mélodie ressemble également à celle du chant marin du baleinier, Farewell to Tarwathie.

### Adaptation moderne
ll existe plusieurs variantes connues des paroles, mais l'ensemble des mots les plus fréquemment utilisés aujourd'hui est popularisé par le groupe The Chieftains qui enregistre la chanson sur son album de 1989 A Chieftains Celebration.
En 2011, la chanson est arrangée par le groupe folk rock Blackmore's Night sur son album Autumn Sky sous le titre Heal to the Company.